# В 4:50 с вокзала Паддингтон
«В 4:50 из Паддингтона» (англ. 4:50 from Paddington) — детективный роман Агаты Кристи из серии произведений о мисс Марпл. Она начала писать его осенью 1956 года и закончила в конце года. Автор старалась избежать совпадения в названии книги времени отправления с лондонского вокзала Паддингтон с реально существующим поездом и неоднократно меняла его. Одной из особенностей романа, является то, что уже с первых страниц становится ясно, что убийцей женщины в купе поезда является мужчина, что является уникальным для книг Кристи. Такое построение сюжета привело к тому, что писательнице пришлось создать ряд персонажей-мужчин внешне похожих друг на друга. Детектив относится к произведениям с ограниченным числом подозреваемых, а его действие происходит в типичном английском поместье.
В книжном формате роман впервые опубликован в Великобритании и в США в 1957 году. Как это было принято с произведениями Кристи, ещё до этого он увидел свет в том же году в журнальном виде в Англии и США, где выходил в нескольких частях. Он относится к ряду послевоенных детективных книг Кристи, в которых затронуты актуальные для английского общества проблемы. Несмотря на довольно благожелательный приём у критиков, высказывались претензии в отношении неочевидного характера умозаключений мисс Марпл, мотивов убийцы и предшествующих событий. Это не позволяет читателю в рамках «честной игры» классического детектива понять логику расследования. Книга неоднократно экранизировалась на телевидении и в кинематографе.

## Сюжет
Пожилая миссис Элспет Мак-Гилликади после рождественских покупок в Лондоне отправляется с Паддингтонского вокзала домой. Во время поездки она стала случайной свидетельницей убийства — она видела, как в купе вагона поезда, который шёл по параллельной ветке, мужчина задушил молодую женщину. Прибыв в Сент-Мери-Мид, миссис Мак-Гилликади рассказывает об увиденном своей подруге мисс Марпл. Пожилые дамы обращаются в полицию, но ни трупа, ни следов убийства найти не удаётся, и расследование прекращается.
Мисс Марпл предполагает, что тело убитой было выброшено из поезда рядом с Резерфорд-Холлом — старинным имением, расположенным недалеко от железнодорожного полотна. У неё созревает план расследования, но она считает, что по своему физическому состоянию не справится с этим делом. Она просит Люси Айлсбарроу, профессиональную экономку, устроиться на работу в Резерфорд-Холл и попытаться найти труп, который, как считает мисс Марпл, спрятан именно там. Благодаря её качествам и высокой репутации, молодую женщину без проблем принимают на работу в дом, где она принимается за поручение Джейн. В поместье живёт Лютер Крекенторп — старый скряга, ипохондрик, семейный тиран, за которым ухаживает незамужняя дочь Эмма. Три сына — Седрик, Гарольд и Альфред, — собираются в имении только на Рождество. Четвёртый, Эдмунд, погиб во время Второй мировой войны. Ещё есть Брайан Истли, вдовец умершей дочери Эдит, и их сын-подросток Александр. Лютер получает лишь относительно небольшое пособие, а всё состояние после его смерти разделят наследники, которые будут живы на момент его смерти. Таким образом выясняется, что практически все братья и сёстры заинтересованы в смерти друг друга.
Люси обнаруживает труп молодой блондинки в сарае поместья, в антикварном саркофаге. Делом занимается полицейский инспектор Крэддок, хорошо знающий способности мисс Марпл и охотно пользующийся её советами. В первую очередь нужно установить личность убитой женщины. Недавно Эмма получила письмо от некоей Мартины, которая назвалась женой погибшего Эдмунда Крекенторпа и сообщила, что собирается приехать, чтобы просить помочь ей деньгами на обучение сына. Если убитая — действительно жена Эдмунда, а мальчик — сын Эдмунда, то они становятся претендентами на наследство. После очередного обеда вся семья Крекенторпов внезапно заболевает — у всех симптомы тяжёлого отравления. Через какое-то время умирает Альфред, которого Крэддок подозревал в убийстве. Анализ, проведённый семейным доктором Куимпером, а затем повторённый в полиции, подтверждает — в еде был мышьяк. А через несколько дней, уже у себя дома, умирает Гарольд — от имени доктора Куимпера ему были присланы таблетки, как оказалось, содержащие яд. Всё указывает на то, что кто-то из семьи решил остаться единственным претендентом на наследство. Кроме состояния наследник получит само имение, стоящее огромные деньги.
Однако мисс Марпл и инспектор Крэддок определяют личность убитой и истинную картину преступления. Обнаруживается и живая Мартина — она действительно знала Эдмунда, но он погиб, не успев на ней жениться. Убитая — Анна Стравинская, актриса гастролирующей труппы варьете, жена доктора Куимпера, сбежавшая от него много лет назад. Анна не давала доктору развода, поскольку была католичкой. Доктор (всегда утверждавший, что его жена умерла ещё в молодости), желая жениться на Эмме Крекенторп, должен был избавиться от жены, для чего убил в поезде и спрятал тело на территории Резерфорд-Холла. Он же был автором писем от имени Мартины, он же отравил братьев, чтобы создать впечатление, что убийца — кто-то из семьи. В финале мисс Марпл в беседе с инспектором Крэддоком, используя свой метод житейских аналогий, проливает свет на будущее женских персонажей — Эммы и Люси.

## Действующие лица
- Мисс Джейн Марпл — расследует убийство по просьбе своей подруги.
- Люси Айлсбарроу — профессиональная экономка, отличная специалистка домашнего труда, работала у мисс Марпл, по её просьбе нанялась в Резерфорд-Холл, чтобы провести расследование предполагаемого убийства.
- Элспет Мак-Гилликади — свидетельница убийства, подруга мисс Марпл, постоянно живёт в Шотландии.
- Джосая Крекенторп  — на время действия — покойный, упоминается как основатель Резерфорд-Холла, промышленник, отец Лютера.
- Лютер Крекенторп — хозяин Резерфорд-Холла, тиран, на первый взгляд производит впечатление человека с букетом старческих болезней.
- Седрик Крекенторп — сын Лютера, художник с Ивисы.
- Гарольд Крекенторп — сын Лютера, банкир.
- Альфред Крекенторп — сын Лютера, организатор весьма сомнительного бизнеса.
- Эмма Крекенторп — дочь Лютера, единственная из его детей ухаживает за ним.
- Брайан Истли — муж умершей дочери Лютера, Эдит, военный лётчик в отставке.
- Александр Истли — сын Брайана и Эдит, единственный внук Лютера Крекенторпа.
- Джеймс Стоддарт-Уэст — одноклассник, ровесник и лучший друг Алекса Истли
- Джон Куимпер — врач Лютера Крекенторпа.
- Дермут Креддок — инспектор Скотланд-Ярда (появлялся в романе «Объявлено убийство»), сэр Генри Клиттеринг — его крёстный отец.

## История создания

### Предыстория

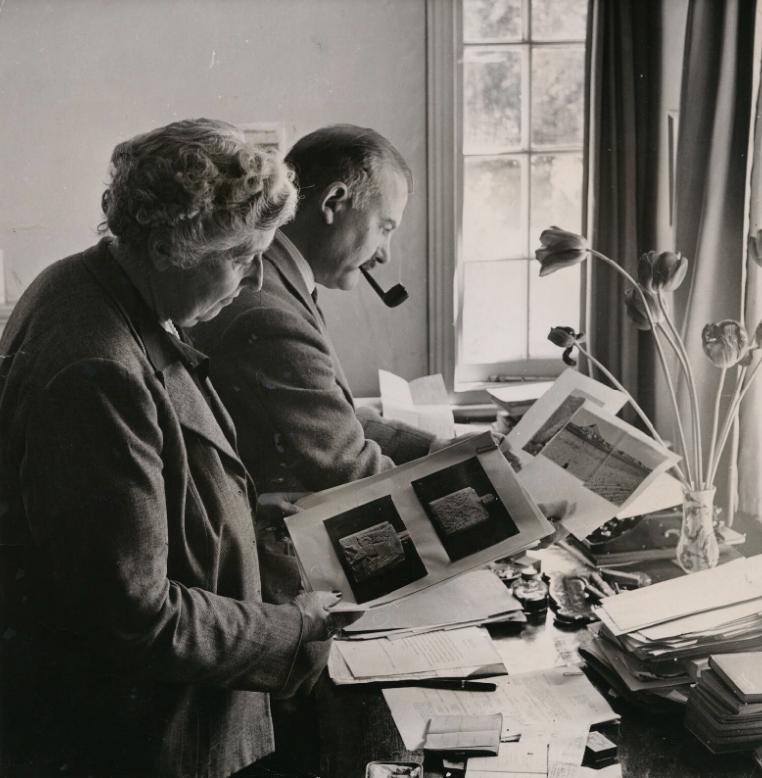
Агата Кристи и Макс Маллован в 1950 году

Роман был создан Агатой Кристи во время нахождения её в составе археологической экспедиции в Нимруде, древнего города в Месопотамии, на территории современного Ирака. С 1948 года раскопками там руководил её второй муж Макс Маллован. Писательница очень любила археологию и материально участвовала в финансировании экспедиций мужа. Во время археологических сезонов писательница ежегодно в течение четырнадцати лет приезжала к мужу в Нимруд. Она была деятельным членом группы, помогала в фиксации, хранении и реставрации найденных артефактов. По словам Маллована, его жена была самым большим знатоком доисторической керамики среди европейских женщин. В начале 1956 года они снова отправились в экспедицию в Ирак. Из Багдада она писала своему многолетнему литературному агенту Эдмунду Корку: «Мой социальный статус здесь очень повысился, приглашают на эксклюзивные приёмы с послами и министрами, а иракская „Таймс“ присвоила мне звание Кавалерственной Дамы!!». Занималась она не только археологией и налаживанием быта членов экспедиции, но и литературным трудом, написав в этот период множество шутливых стихотворений об их экспедиции, а также несколько романов, к которым относится и детектив, получивший в итоге название «В 4:50 из Паддингтона». Она закончила его в конце 1956 года в Нимруде, начав писать осенью того же года.

### Название

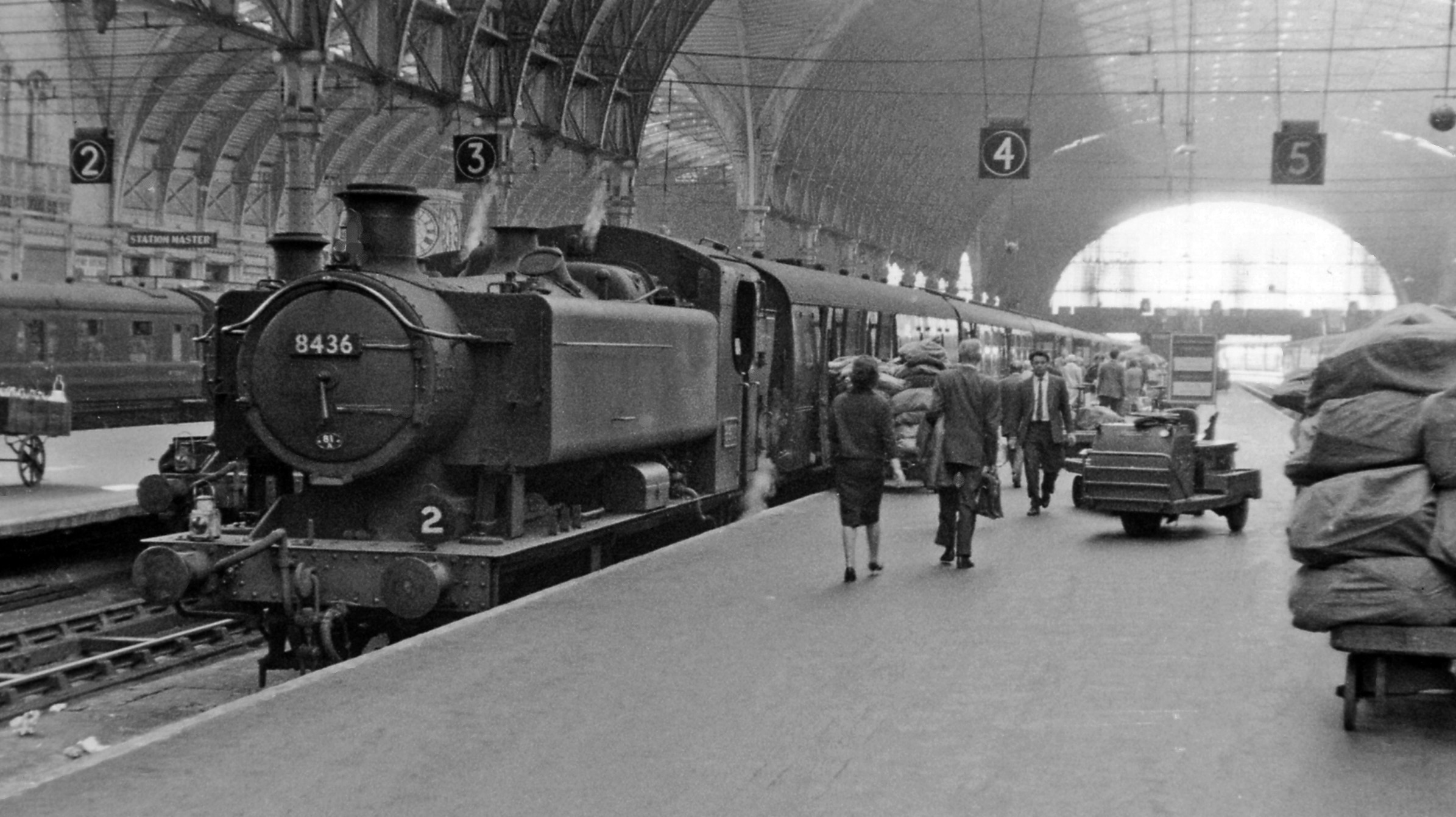
Паддингтонский вокзал, 1962

Британское название — «4:50 from Paddington» — отсылает ко времени отправления поезда со станции Паддингтон — главного железнодорожного вокзала в центре Лондона. В связи с вынесенным в заголовок расписанием этот роман неоднократно, а по утверждению Джона Каррана, чаще других книг Кристи менял своё название. Так, в черновиках представлены варианты со временем отправления 4:15, 4:30 и 4:54. Кристи настолько серьёзно относилась к этому вопросу, что консультировалась с топографом Питером Хьюленом, которой советовал ей остановиться на времени «4.54», как более точном варианте. В марте 1956 года она направила Эдмунду Корку черновую рукопись, которая была озаглавлена «В 4.54 из Паддингтона». Однако она не остановилась на таком названии и продолжала сомневаться в своём выборе. По этому поводу она писала Корку: «….Но ведь люди могут возмутиться и заявить, что поезд в это время отправляется куда-нибудь совсем в другое место». Из письма от 8 апреля 1957 года к нему известно, что такой выбор был вызван прежде всего тем, что романистка хотела избежать сравнения с реально существующим поездом, а предлагаемый вариант позволял этого избежать. Агент как мог пытался её успокоить, утверждая, что к ней не должно возникнуть претензий в отношении совпадений с реальным движением поездов. Представители американского издательства Dodd, Mead and Company заверили автора, что читатели в США «не станут вдаваться в подробности английского железнодорожного расписания». Памятуя о предыдущей истории с совпадением фамилии Николетис, после опубликования романа «Хикори Дикори Док» (1955), она очень переживала по этому вопросу. После издания этого романа некий мистер Николетис заявил, что под хозяйкой пансиона в романе выведена его мать, под такой же фамилией, которая якобы даже помнит, что Агата гостила в её заведении. Эта история очень огорчила писательницу, так как она подчёркивала, что герои её книг являются плодом её воображения. Стараясь избежать такой коллизии она раздумывала над тем, чтобы вынести в название книги вымышленный вокзал (например, «Паддерлоо», как она предлагала), но в конце концов остановилась на «4:50 from Paddington».

### Разработка сюжета
Джанет Морган, официальный биограф Агаты Кристи, отмечала, что основой романа послужил набросок следующей идеи: «Поезд. Идёт из Лондона. Читают, проходят по коридору. Так… что же случилось? Мужчина душит женщину. Её труп выброшен на насыпь или в поле. Или туннель? Если туннель, то как далеко от Лондона?..» Джон Карран, исследователь записных книжек Кристи, отмечал, что черновые материалы, посвящённые роману, содержатся в тетрадях № 3, 22, 45 и 47 (нумерация не Агаты Кристи, а установлена её наследниками), где занимают около 40 страниц. По мнению Каррана, из сохранившихся черновых заметок книги, наиболее ранним наброском сюжета является запись в тетради № 47. Это суждение он обосновывает тем, что в нём, кроме мисс Марпл, отсутствуют имена, которые вошли в окончательную версию. Это черновой план начинается с вопросов: «Поезд — видит из поезда? Из окна дома? Или наоборот?» Далее идёт текст с подзаголовком «Идея с поездом»:
Девушка, едущая на поезде в Сент-Мэри-Мид, видит убийство в другом поезде, следующем параллельно — душат женщину. Приезжает домой — говорит об этом с мисс Марпл — Полиция? Никто не задушен — никакого тела не найдено. 

Почему — 2 возможных поезда: один в Манчестер — другой медленный местный. Куда можно сбросить труп с поезда?— Джон Карран. «Секретный архив Агаты Кристи».
Тетрадь № 3 содержит план первой главы, при этом в ней, вместо вошедшей в окончательный текст миссис Макгилликадди, задействована «миссис Бантри».
Одной из особенностей романа является то, что, в отличие от всех других её книг, с первых страниц становится ясно, что убийцей женщины в купе поезда является мужчина. Это показано в довольно жестокой сцене, что довольно редко для творчества Кристи, уже в первой главе романа: «В купе спиной к окну стоял мужчина. Руки его сжимали горло женщины, миссис Макгилликадди видела её лицо… Мужчина неторопливо и безжалостно душил её. Глаза его жертвы вылезли из орбит, лицо побагровело и налилось кровью. Ошеломлённая миссис Макгилликадди видела, как наступил конец: тело обмякло и повисло в руках мужчины». Карран, приводя это натуралистическое описание убийства, подчёркивал, что здесь нельзя рассматривать другого толкования кроме того, что пол убийцы принадлежит именно мужчине, а не переодетой женщине. По мнению Каррана, это связано также с тем, что автор хорошо знала свою аудиторию, чтобы обманывать её таким «дешёвым» трюком. Именно такая особенность построения сюжета вызвала то, что женских персонажей, которых можно было рассматривать на роль подозреваемых, имеется только двое, а вот круг из числа подозреваемых мужчин весьма обширен. Такая структура детективной истории привела к многочисленным проблемам и дополнительному прорабатыванию характеров героев-мужчин. Их необходимо было прописать таким образом, чтобы они походили друг на друга внешне (и следовательно соответствовали описанию миссис Макгилликадди), но в то же время имели индивидуальные черты характера. Об этих поисках романистки содержится информация в тетради № 22, где после подзаголовка «Нужно разобраться с мужчинами» следуют заметки о мужских персонажах. Примечательно, что в этом списке представлен Седрик Крекенторп («перекати-поле, раскованный»), который сопоставляется с британским писателей Робертом Грейвзом — сокурсником мужа, хорошим знакомым и соседом Кристи, а также внимательным читателем её книг. Тут же содержится ремарка о том, что Седрик впоследствии женится на Люси Айлсбарроу, что не совсем ясно из текста окончательного варианта книги.
Самой большой проблемой автора стала личность убитой в поезде женщины и мотивы её убийцы, так как до самого конца читателю это неизвестно и логика действий мисс Марпл не раскрывается. Карран охарактеризовал этот недостаток романа следующим образом: «Следует признать, что это придаёт признак разочарования книге, которая могла бы стать первоклассной Кристи». Также непонятно, каким образом ведущая расследование мисс Марпл сумела выяснить обстоятельства истории, которая стоит за убийством в поезде. На это указывалось уже в рецензии, созданной, как это было принято, для издательства. Её автор: «Очевидно, я слишком туп, так как не понимаю, каким образом кто-то мог узнать мотив убийцы». Карран расценил это суждение как правильное и возложил часть вины на автора романа. По его оценке, на основании текста книги «невозможно логически вывести ни личность убийцы, ни мотив, хотя в ретроспективе оба вполне приемлемы». Видимо, Агата и сама понимала сложность задач, поставленных перед ней в романе, и пыталась их разрешить, однако это ей так окончательно и не удалось. Так, в заметках содержатся наброски относительно жертвы и мотивов убийцы:
Мёртвая женщина танцовщица Анна или нет?

Анна — миссис К. — или Анна ложный след, подстроенный К.?

Женщину убили, потому что она Мартина и имеет сына или потому что она жена К., а он планирует жениться?— Джон Карран. «Секретный архив Агаты Кристи».
Однако противоречия в отношении указанных обстоятельств так и не были преодолены. Несмотря на проведённую работу, они так и вошли в окончательный текст книги. По этому поводу Карран заметил, что «преданность даже самого ярого фаната Кристи подвергается суровому испытанию, когда наконец проясняется вопрос с Мартиной».

### Публикации
Роман впервые (в сокращённом виде), как это обычно происходило с новыми книгами Кристи, увидел свет в еженедельном британском журнале John Bull в пяти выпусках, вышедших с 5 октября по 2 ноября 1957 года, а в США он появился в тридцати шести частях в Chicago Tribune с 27 октября по 7 декабря 1957 года (под названием «Свидетель смерти»). В книжном виде роман впервые опубликован в ноябре 1957 года британским издательством Collins Crime Club, а в США в том же году был напечатан под названием «Что видела миссис МакГилликадди» (What Mrs McGillicuddy Saw!). Это связывают с тем, что лондонский вокзал не считался достаточно известным для американской публики и поэтому был выбран «сюжетный» заголовок.

## Приём и критика
В критике подчёркивалось, что несмотря на то, что роман можно отнести к числу добротных работ Кристи, в то же время отмечалось, что среди её книг есть и более успешные, где характерные для её творчества приёмы получили более удачное применение. В рецензии The Times от 5 декабря 1957 года роман был назван «образцовым детективом», где интерес к сюжету стимулируется анализом уместных и оправданных улик. Автор отзыва пришёл к следующему выводу: «Возможно, трупов слишком много, но скучно не бывает».
Неоднократно отмечалось, что значительным недостатком является неочевидный характер расследования, ход мыслей мисс Марпл, а также необычная для её возраста активность: «Цепь её умозаключений не совсем доказательна, и совсем непонятно, каким образом она вычислила убийцу — слишком уж большой упор на женскую интуицию. Кроме того, несколько неубедительна живость и ловкость мисс Марпл в критический момент, если учесть её возраст и хрупкость». Роберт Барнард также был несколько разочарован детективной интригой книги, в которой наличествует очень мало подсказок («ключей») и логических выводов, помогающих читателю раскрыть мотивы и личность преступника. Жак Боду назвал роман одним из лучших среди детективных работ Агаты Кристи.

## Художественные особенности
Преимущества этого типа обстановки очевидны: она обеспечивает наличие изолированных подозреваемых и исключает Скотленд-Ярд и его технические «ноу-хау», которое иногда может «замкнуть» сюжет. Кроме того, Агата Кристи применяет свой богатый опыт путешествий, помещая героев в экзотическую обстановку, ведь обычно всё происходит в пределах сельского дома или частной конторы.
Действие романа начинается и развивается примерно спустя десятилетие после окончания Второй мировой войны, когда Британия пытается вернуться к мирной жизни. Этот период неоднократно описывался в произведениях Кристи; в них присутствуют многочисленные отсылки к социальным проблемам английского общества. В романе представлены многие бытовые детали и приметы времени, позволившие современникам воспринять детектив как отображающий актуальные для того периода реалии. По оценке французского биографа Кристи Югетт Бушардо, несмотря на то, что книги писательницы развиваются как бы «вне времени», они всегда в той или иной мере затрагивали общественные реалии. В более зрелый период творчества «дух времени» стал проявляться всё чаще, хотя он и служит в первую очередь фоном истории.
В частности, в этой книге Кристи затронула ряд злободневных вопросов, которые волновали лично её. Так, из текста следует, что она против отмены смертной казни в Великобритании, что произошло незадолго перед созданием книги. В частности эту точку зрения Кристи выражает её, как считается, alter ego — мисс Марпл. Также по ходу действия неоднократно высказывается неодобрение налоговой политикой в стране, что, видимо, было связано с личными мотивами писательницы, столкнувшейся с рядом проблем в этой сфере. Бушардо писала, что роман насыщен перечислениями общественно-государственных вопросов: «о растущих налогах, о последствиях — и благотворных, и ненавистных — системы оплаты медицинских услуг служб социального обеспечения».
Уделяет внимание романистка и другим общественным проблемам. Практичная Люси Айлсбарроу, лауреат первой премии по математике в Оксфорде, не может себя реализовать в науке или преподавании, что, в первую очередь, вызвано низким уровнем оплаты в этих областях. К недоумению знакомых она вынуждена заниматься работой экономкой — организацией домашнего труда в богатых домах. Она, в отличие от научной деятельности, хорошо оплачивается. Кристи отмечает подобные негативные тенденции в английском обществе, что проявляется в судьбе и других персонажей. Затрагиваются также актуальные проблемы участников Второй мировой войны, послевоенного поколения, представители которого не могут найти себе места в жизни. Критика отмечала, что несмотря на то, что в романе представлены жестокие преступления (убийства, покушение), в то же время он «очень добрый и полон мягкого юмора». Наталья Кириллина к одной из характерных особенностей романа относит «гротескную избыточность», что выражается в том, что почти все мужчины фигурирующие в сюжете книги добиваются любви Люси Айлсбарроу.
Ещё одной характерной особенностью книги является то, что хронотоп происходящего имеет место в период рождественских праздников, что неоднократно использовалось писательницей. Многие её читатели ожидали в конце года очередной книги, что даже получило известность как «рождественская Кристи», «Кристи к рождеству». Несмотря на железнодорожную тематику названия, в отличие от других её книг, действие которых происходит в поезде («Тайна „Голубого поезда“» и «Убийство в „Восточном экспрессе“»), на самом деле сюжет развивается не в поезде, где он только начинается, а в типичном для классического детектива поместье. Так, в начале книги представлено жестокое, натуралистичное убийство женщины, довольно редко встречающееся в произведениях «королевы детектива», но все важные события, имеющие определяющее значение для раскрытия преступлений, имеют место в имении Резерфорд-Холл. В противоположность такой завязке детективная интрига развивается на фоне раскрытия характеров его жителей и завсегдатаев, описании их отношений. Структурно в книге параллельно представлены две основные сюжетные линии. Если детективная посвящена раскрытию обстоятельств убийств и личности преступника, то вторая затрагивает взаимоотношения членов семьи Крекенторпов, в силу ряда факторов разобщённых друг с другом. По выражению Бушардо, самой важной темой романа является внутрисемейный «сложные отношения», вызванные такими страстями как «любовь и алчность».
Для изобличения убийцы Джейн Марпл в финале расследования применяет свой фирменный приём — провоцирование преступника. Такие сцены характерны для романов с её участием, что вызвано тем, что раскрытие преступлений происходит по её любительскому методу и в связи с этим у неё имеется мало прямых доказательств, которые можно использовать в суде. В данном случае, Марпл симулировала, что она подавилась косточкой и ей вызвался помочь доктор Куимпер. В начале романа он задушил женщину в поезде, невольной свидетельницей чего стала Мак-Гилликади. Однако она не видела его в лицо и могла опознать — по предложению её подруги мисс Марпл — только по позе. Зайдя в комнату, когда доктор оказывал помощь мисс Марпл, она воскликнула, что он и есть убийца. Тот бросился на Джейн, но его схватили мужчины, присутствующие при этом. В литературе указывается, что подобная постановочная  сцена неоднократно успешно применялся последней: «Чтобы поймать убийцу с поличным, старушка рискует и организовывает провокационную ловушку, а читатель в это время переживает за отважную женщину, находясь в напряжении».
В литературе отмечалось и технические особенности построения романа, в котором Жак Боду выделил некоторые кинематографические принципы. Так, он посчитал книгу продолжением «хичкоковского направления». Прежде всего это касается начальной сцены убийства женщины, которую видит миссис Макгилликадди в купе проходящего поезда, следующего по параллельному пути. Бушардо, вслед за Боду, усматривает некоторое стилистическое сходство между престарелой мисс Марпл, в своём кресле и героем Альфреда Хичкока из фильма «Окно во двор» (1954). В этом признанном шедевре режиссёра, профессиональный фотограф Эл Би Джеффриc (Джеймс Стюарт) находится в квартире, оправляясь после последствий перелома ноги и ведёт расследование предполагаемого убийства женщины из своей спальни.

## Экранизации
- 1961 — «В 16:50 из Паддингтона». В главной роли — Маргарет Рутерфорд, которой Кристи посвятила роман «И, треснув, зеркало звенит…» (1962)[30] В фильме также снялась Джоан Хиксон, которая позже воплотила образ мисс Марпл в другом телесериале. Эту картину писательница оценила крайне низко, особенно её сценарий, про который она сказала, что если бы она была причастна к его созданию, то у неё получилось бы лучше. Она с самого начала скептически отнеслась к экранизации этой книги, так как считала, что её будет трудно воплотить адекватно на экране. В письме к Эдмунду Корку она отметила про постановку: «Если честно — что-то убогое! Я поняла это ещё в Лондоне, но не хотела ничего говорить при Маргарет Рутерфорд. На самом деле в фильме нет ничего интересного, сплошная неразбериха с невероятным количеством каких-то братьев, и никакого конкретного действия — такое чувство, что вообще ничего не происходит»[30]. Критики встретили фильм смешанными отзывами, среди которых отмечались и позитивные моменты. Так, А. Х. Уэйлер в своей рецензии в «The New York Times» писал, что мисс Рутефорд «в фильме главная по всем параметрам, особенно выразительны эпизоды, где она во всю мощь использует свой комический дар и возможности фактуры, и мы, совершенно покорённые, ещё нетерпеливее ждём разгадки тайны»[31].
- 1987 — «Точно по расписанию», 9-й эпизод сериала «Мисс Марпл». В главной роли — Джоан Хиксон.
- 2004 — «В 4:50 из Паддингтона», 3-й эпизод сериала «Мисс Марпл Агаты Кристи». В главной роли — Джеральдин Макьюэн.
- 2008 — «Преступление — наше дело», французский комедийный детективный фильм режиссёра Паскаля Тома. В отличие от романа, расследование ведёт не мисс Марпл, а другие персонажи Агаты Кристи — Томми и Таппенс[32][33].